# Biblioteca Nacional de Malasia
La Biblioteca Nacional de Malasia (en malayo: Perpustakaan Negara Malaysia) es el depósito legal y de derechos de autor para Malasia. Fue establecido en 1956 en Kuala Lumpur, la capital del país. El trabajo literario Hikayat Hang Tuah en poder de la biblioteca está en el Registro Mundial de memoria de la Unesco. La empresa de arquitectura responsable del diseño de la Perpustakaan Negara Malasia (Kuala Lumpur) fue Kumpulan Akitek.